# Hugo Jahnke
Curt Hugo Jahnke (Stockholm, 1886. március 6. – Stockholm, 1939. január 12.) olimpiai bajnok svéd tornász.
Részt vett az 1908. évi nyári olimpiai játékokon, és tornában csapat összetettben aranyérmes lett.
Klubcsapata a Stockholms GF volt